# Monte da Ponte
Koordinaten: 38° 26′ 9,9″ N, 8° 3′ 9,9″ W
Der Monte da Ponte ist eine etwa sechs Hektar große kupferzeitliche Anlage im Vale de Rodrigo, in Portugal. Das etwa 240 km² große Tal weist außerdem 50 Megalithanlagen, zehn Menhire und einen Cromlech auf. Monte da Ponte wurde 1989 bei einem Flug von Otto Braasch im Distrikt Évora aus der Luft entdeckt. 
Die topographischen Aufmessungen ließen mehrere Mauerringe erkennen. Die oberflächlich sichtbaren Mauerzüge konnten mittels verschiedener Messungen zu einem umfangreichen, mindestens sechs Ringe umfassenden Gesamtbild ergänzt werden. Geophysikalische Untersuchungen vervollständigten das Bild und konnten an einem der sechs Mauerringe halbrunde Bastionen aufzeigen, wie sie für kupferzeitliche Anlagen auf der Iberischen Halbinsel typisch sind. 
In einem 1996 angelegten Grabungsschnitt wurde der zeitliche Ansatz durch Funde bestätigt. Spätestens in der Kupferzeit entstand am Zusammenfluss der Ribeira de Valverde und der Ribeira de Peramanca, fünf Kilometer südlich vom Vale de Rodrigo und drei Kilometer südlich der lokalen Malachitvorkommen, eine umwallte Anlage. Die Antas im Vale de Rodrigo wurden, ausweislich des Fundmaterials, zu dieser Zeit noch genutzt. 
In der untersten Hügelschicht einer der Anlagen fand sich Keramik, die nach derzeitigen Vorstellungen etwa 1000 Jahre älter war als die Errichtung der Kammer. Strukturen oder Gruben einer älteren Siedlung konnten aber nicht festgestellt werden. Auf dem Monte da Ponte ist der gewachsene Boden in einer Tiefe von 1,50 m noch nicht erreicht.

## Das Umfeld
Die Grabungen in den Megalithanlagen haben komplexe Vorgänge während der Belegungszeit sowohl bei den Kammern als auch in den Hügeln belegt. Der Eingangsbereich der Anlage Vale de Rodrigo 2 wurde mehrmals umgestaltet. In der Kammerfüllung wurde ein fragmentierter, mit Schälchen und anderen Motiven verzierter Stein freigelegt. Die Anlage Vale de Rodrigo 3 muss in der ersten Phase frei, d. h. ohne den Hügel, dagestanden haben. Unter den Hügeln konnten ältere Siedlungsspuren festgestellt werden, die bei Vale de Rodrigo 2 ein kalibriertes 14C-Datum von 3700 v. Chr. ergaben. Unter dem Hügel von Vale de Rodrigo 3 enthält eine für die Fundamentgrube der Kammer angeschnittene Schicht reichlich charakteristische Keramik, die in Portugal an das Ende des Frühneolithikums und den Beginn des Mittelneolithikums datiert wird. Ein kalibriertes C14-Datum der Schicht ergab 3800–3700 v. Chr. Die ältesten Megalithgräber liegen, auch nach neuestem Forschungsstand, in der Bretagne und in Portugal.